# Baron MacAndrew
Baron MacAndrew, of the Firth of Clyde, ist ein erblicher britischer Adelstitel in der Peerage of the United Kingdom.

## Verleihung
Der Titel wurde am 8. Dezember 1959 für den Unterhausabgeordneten Sir Charles Glen MacAndrew geschaffen.
Heutiger Titelinhaber ist sein Urenkel Oliver MacAndrew als 4. Baron.

## Liste der Barone MacAndrew (1959)
- Charles MacAndrew, 1. Baron MacAndrew (1888–1979)
- Colin MacAndrew, 2. Baron MacAndrew (1919–1989)
- Christopher MacAndrew, 3. Baron MacAndrew (1945–2023)
- Oliver MacAndrew, 4. Baron MacAndrew (* 1983)

Titelerbe (Heir apparent) ist der Sohn des aktuellen Titelinhabers Hon. Archie MacAndrew (* 2017).